# Скалистая гора
«Скалистая гора» (англ. Rocky Mountain) — чёрно-белый американский вестерн 1950 года режиссёра Уильяма Кайли с Эрролом Флинном и Патрицией Уаймор в главных ролях.

## Сюжет
Отряд армии конфедератов во главе с Лейфом Барстоу пробирается в Калифорнию в надежде набрать себе наёмников. Во время своих странствий конфедераты освобождают от индейцев-шошонов экипаж, в котором ехала Джоанна Картер — невеста лейтенанта армии Соединённых Штатов. Этот акт милосердия предрешит судьбу отряда, так как он теперь окажется перед лицом сразу двух врагов: индейцев, жаждущих мести, и войск Соединённых Штатов, узнавших об их местоположении. Узнав, что помощи ждать неоткуда, Барстоу со своими людьми вместе с пленниками забирается на Скалистую гору, чтобы там принять последний бой.

## В ролях
| Актёр           | Роль                              |
| --------------- | --------------------------------- |
| Эррол Флинн     | капитан Лейф Барстоу              |
| Патриция Уаймор | Джоанна Картер                    |
| Скотт Форбс     | лейтенант Рокки                   |
| Говард Петри    | Коул Смит                         |
| Якима Канутт    | солдат Райан (в титрах не указан) |

## Производство
Первоначально фильм назывался так же, как и лежавшая в основе его сюжета книга Алана Ле Мэя «Призрачная гора» (англ. Ghost Mountain).
Одним из кандидатов на роль Лейфа Барстоу значился Рональд Рейган, бывший в то время актёром студии Warner Bros. и страстно желавший исполнить главную роль в этом фильме.
Однако более вероятным претендентом считался Эррол Флинн, сыгравший к тому времени в нескольких успешных вестернах студии.
И в начале 1950 года Флинн получил роль к большому неудовольствию Рейгана, который предложил студии сюжет для этого фильма.
Вскоре после этого Рейган покинул Warner Bros.
Во время съёмок в Нью-Мексико Эррол Флинн влюбился в партнёршу — Патрицию Уаймор, и в августе того же года они обручились, а позднее поженились.